# 夏侯端
夏侯端（6世纪—627年），壽州壽春（今安徽壽縣）人，梁朝時期尚書左僕射夏侯詳的孫子。

## 勸說起兵
夏侯端在隋朝擔任大理司直一官。與李淵（後來的唐高祖）是識於微時的好友，他們在隋煬帝楊廣在位時期工作，隋朝大業年間，李淵奉命前往河東平亂，他請夏侯端擔任副帥。那時候隋煬帝臨幸江都，地方盜賊日益增長，而夏侯端懂得看人面相和精通天象，他勸李淵說：「金玉床搖動，此帝座不安。參墟得歲，必有真人起於實沈之次。天下方亂，能安之者，其在明公。但主上曉察，情多猜忍，切忌諸李，強者先誅，全才既死，明公豈非其次？若早為計，則應天福；不然者，則誅矣！」李淵也覺得所言甚是。當李淵的義軍起義時，夏侯端在黃河以東地區被官吏捕捉住了，送到長安囚禁了起來。李淵進入長安，把他放出來，引進自己的寢室裡，兩人交談甚歡。 授官秘書監。

## 大義持節
義寧二年五月二十四日（公元618年6月18日），隋恭帝禪讓，李淵稱帝，建立唐朝，隋朝滅亡。李淵開始着手消滅其他諸侯、軍閥，展開唐朝統一戰爭。王世充與李密的軍隊在偃師展開戰鬥，王世充大破李密，李密帶領部下和軍隊到唐高祖下投降，那時候關東地區還沒有歸屬任何一方，夏侯奉命帶着符節和招撫的手諭前往勸說招安，於是拜夏侯端為大將軍，擔任河南道招慰使。行軍中駐於譙州，適逢亳、汴兩州刺史向王世充投降。道路被阻斷，無返回路，沒有辦法，徘徊不前。摩下二千人雖然糧草已盡但將士和士兵們卻不忍心離開他。夏侯端就在一片沼澤中殺了自己的戰馬請眾人吃，他含淚對眾多部下說：「如今奉朝廷之名出征的軍隊被打敗，四處淪陷，各位的土地都被盜匪佔領，因為共事之情，不願離我而去。但我接了皇帝的指令不可不從。各位有妻兒子女的不應該繼續追隨我，可以斬下我的人頭給盜賊獲取豐富獎賞。」 眾部下聽到了也不禁留下眼淚。夏侯端再表示各位不忍心殺死他，他就當場自刎。眾軍士連忙抱住阻止夏侯端自殺，然後說：「將軍與唐宗室非親屬，但因為忠義之故，不顧生死。與大家一起共事，經歷艱難，根本沒有傷害將軍而去換取富貴的道理！」然後他們與夏侯端一同趕路。他們隱蔽地行走了五天，路程當中有人餓死和流寇襲擊，潰敗逃散了一大半人。只有大約三十人跟著夏侯端向東走，採生瑩豆食充肌，他手持符節毫不鬆懈，不論躺臥行走都不離身，他再次勸喻眾人離他而去，可以去投靠盜賊，保存性命，不應該陪著他等死。眾人還是不願離他而去。此時黃河以南地區，都被王世充所佔領，王世充派遣使者召降夏侯端，並脫下自己的衣服及豐厚禮物送給他，還發給他授官詔書，封夏侯端為淮南郡公、吏部尚書。夏侯端對王世充的使者說：「我是天子的大使，怎可能接王世充的官職！如果不是把我的頭斬下來帶去見王世充的話，根本沒有在盜賊下苟且偷生的餘地！」說完燒掉了王世充的詔書，拔刀斬破他送的衣服。於是起程連夜趕路，路途中山中地形險峻，根本沒有路徑，不少人因為墜崖溺水和遇到猛獸襲擊而遭難，又失去一半人，其餘的人都遍體鱗傷，鬢髮禿落，形貌枯瘠。回京後，夏侯端騎驛馬急馳入京拜見唐高祖，但只說道歉無功而回，不說路途上的艱苦，唐高祖憐憫他，再次封他為秘書監。後來出任梓州刺史，他將俸祿外所得食料錢，分散送給孤兒寡婦。貞觀元年（627年）病逝。